# Reise der Verdammten
Reise der Verdammten ist der Titel eines 1976 produzierten Filmdramas, dessen Handlung die Irrfahrt der St. Louis rekonstruiert, eine historisch verbürgte Episode kurz vor Beginn des Zweiten Weltkriegs. Als Vorlage diente das Buch Voyage of the Damned von Gordon Thomas und Max Morgan-Witts.

## Handlung
Das deutsche Schiff St. Louis sticht im Mai 1939 von Hamburg aus in See. Das Ziel ist Kuba. An Bord sind 937 Juden – Flüchtlinge vor dem Antisemitismus und der zusehends aggressiveren Rassenpolitik der Nazis. Doch sowohl die kubanische als auch im späteren Verlauf die US-amerikanische Regierung erlauben den Juden nicht, in den jeweiligen Staaten von Bord zu gehen. US-Präsident Franklin D. Roosevelt beruft sich auf den Immigration Act of 1924, der nur eine bestimmte Quote an Zuwanderern erlaubt. Für die jüdischen Menschen an Bord beginnt eine Odyssee. Als den staatenlosen Menschen auch in Kanada die Einreise versagt wird, wendet die St. Louis und nimmt Kurs zurück nach Europa.

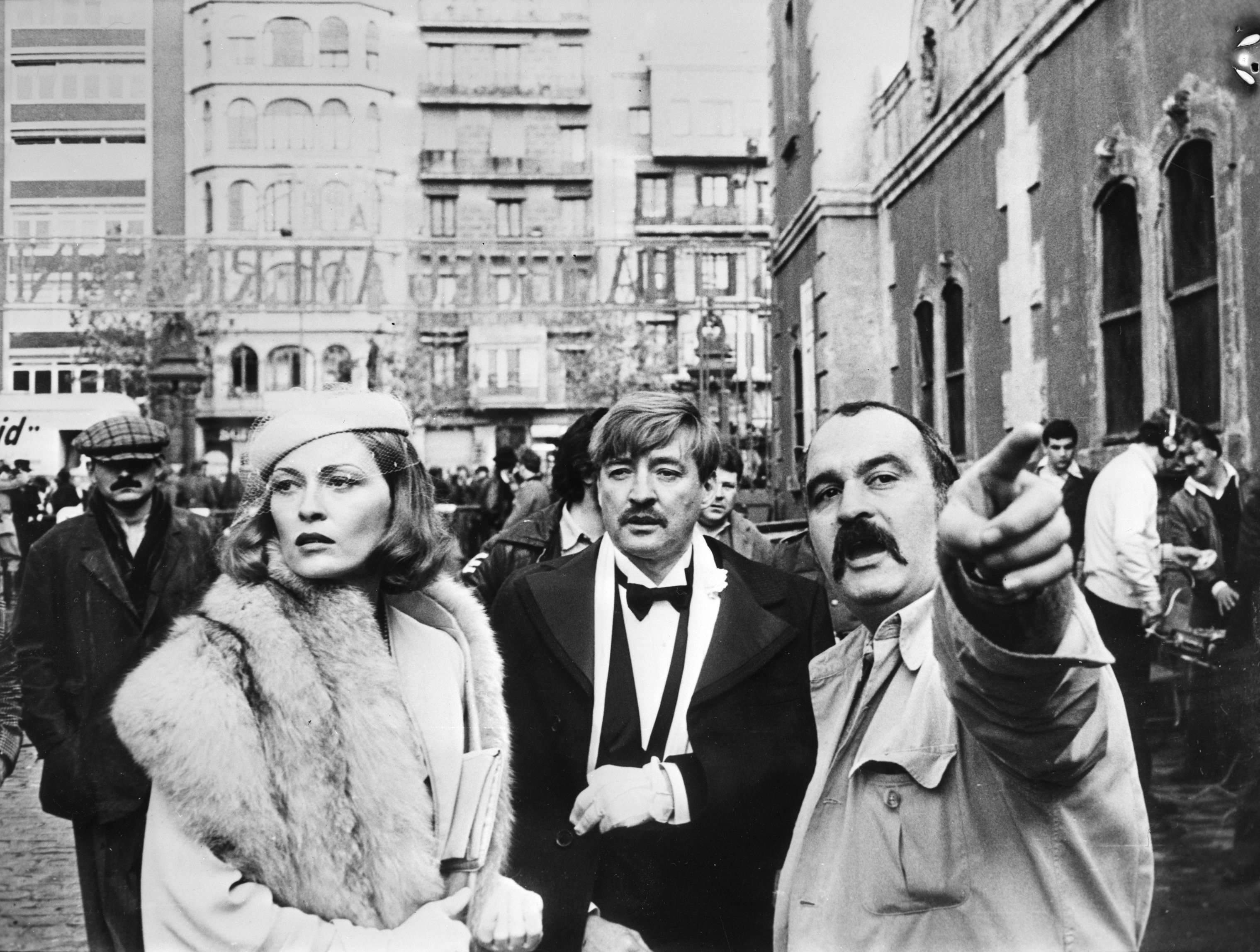
Faye Dunaway, Oskar Werner und Regisseur Stuart Rozenberg während der Dreharbeiten in Barcelona

Kapitän Gustav Schröder findet im Arzt Kreisler einen Vertrauten. Kreisler reist mit seiner Ehefrau Denise, die eine Freundschaft zur Mitreisenden Lillian Rosen aufbaut. Deren Ehemann Karl Rosen schneidet sich die Pulsadern auf und wird in Havanna in einem Krankenhaus behandelt. Beider Tochter, Anna Rosen, beginnt eine Romanze mit dem Schiffsstewart Max Günther. Das junge Paar hat Angst vor der Heimkehr nach Deutschland: Max und Anna vergiften sich. Lillian Rosen ist verzweifelt, findet jedoch Trost bei Denise Kreisler. Das alte Ehepaar Hauser erhält an Bord Besuch von der in Havanna lebenden Tochter, Mila Hauser. Mila arbeitet in Kuba als Edelprostituierte, um ihren Eltern Geld zu beschaffen. Mila schläft mit einflussreichen Politikern und kann dem in Kuba lebenden David Strauss helfen, seine beiden kleinen Töchter von Bord zu holen. Neben Mila Hauser ist es auch der in den USA lebende Jude Morris Troper, der Kapitän Schröder und seinen Passagieren helfen kann. Nachdem die USA abgelehnt haben, die jüdischen Passagiere zu retten, können sie in Antwerpen von Bord gehen. Die Ehepaare Kreisler, Hauser und Rosen überleben den Krieg. Der bereits zu Beginn an Bord gekommene Nazi Schiendick wird gegen Ende des Krieges von Engländern erschossen.

## Hintergrundinformationen

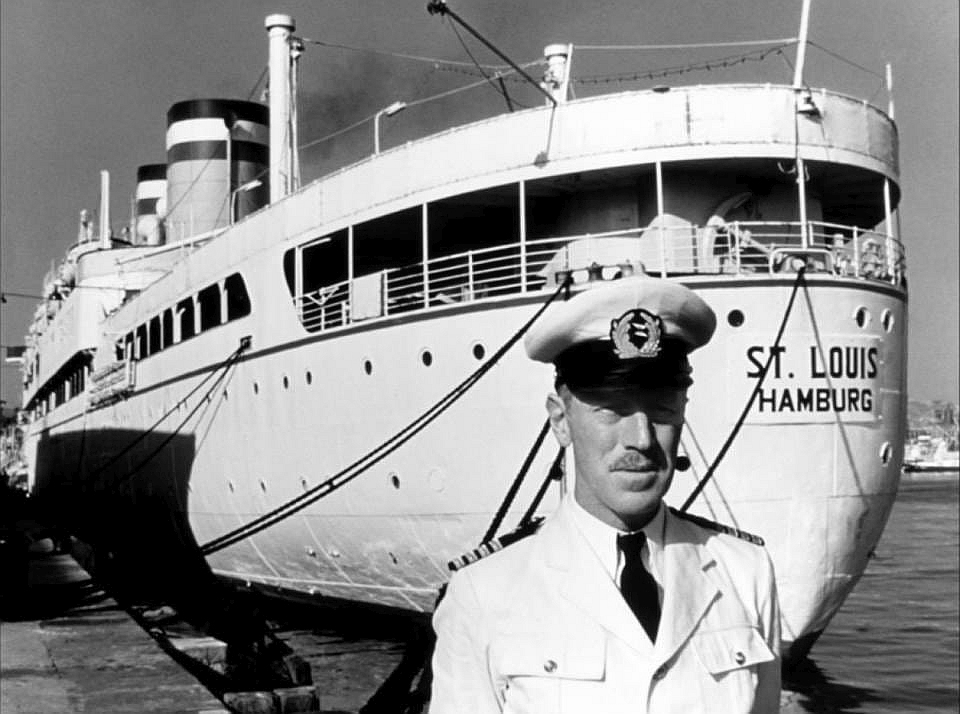
Max von Sydow als Kapitän Schröder vor der Irpinia

Der Film wurde an Bord des Kreuzfahrtschiffs Irpinia gedreht, das für die Dreharbeiten mit zwei Schornsteinen ausgestattet wurde, um der echten St. Louis ähnlicher zu sein; allerdings behielt der Rumpf seine weiße Farbe, während die St. Louis wie alle Passagierdampfer ihrer Zeit einen schwarzen Rumpf hatte. Weitere Dreharbeiten fanden an Schauplätzen in Spanien und England statt.
Es war Oskar Werners letzter Film.

## Kritik
„Der Film schildert die historische Schiffsreise mit den bewährten Mitteln des Starkinos.“

## Auszeichnungen
Der Film wurde 1977 in drei Kategorien für den Oscar nominiert, ging jedoch leer aus:
- Beste Nebendarstellerin: Lee Grant
- Beste Filmmusik: Lalo Schifrin
- Bestes adaptiertes Drehbuch: Steve Shagan, David Butler

Auch war der Film in sechs Kategorien für den Golden Globe Award nominiert, von denen er einen gewann:
- Beste Nebendarstellerin: Katharine Ross
  - Bester Film – Drama
  - Bester Nebendarsteller: Oskar Werner
  - Beste Nebendarstellerin: Lee Grant
  - Beste Filmmusik: Lalo Schifrin
  - Bestes Filmdrehbuch: Steve Shagan, David Butler